# Tjaerd Anthony van Iddekinge
Tjaerd Anthony van Iddekinge ('s-Gravenhage, 6 maart 1756 — Amersfoort, Huis Randenbroek, 13 juli 1837) was een Nederlandse jonkheer en bewindhebber van de West-Indische Compagnie en directeur van de Sociëteit van Suriname van 1790 tot de opheffing in 1795. Hij studeerde Rechten in Groningen, maar had grote belangstelling voor Botanie en Geneeskunde. Als gematigd patriot wist hij zich te handhaven, maar hij stond bekend als weinig sociaal voelend.

## Levensloop
Van Iddekinge was een zoon van de Groningse burgemeester Antony Adriaan van Iddekinge (1711-1789) en Quirina Jacoba van Persijn (1723-1797). Hij behaalde de graad van Iuris utriusque Doctor (IUD) te Groningen in 1776 en werd ontvanger vrijwillige en executoriale verkopingen in het Oldambt. In 1780 vertrok hij naar Amsterdam, waar hij werd benoemd tot commissaris der hoofdelijke betalingen bij het college der Admiraliteit (1780-). Evenals zijn vader was hij bewindhebber van de West-Indische Compagnie (WIC) (1789-) en directeur van de Sociëteit van Suriname van 1790 tot de opheffing in 1795. Voorts was hij hoogheemraad van de Beemster (1792-), raad (1803-1808) en vroedschap (1808-1811) van Amsterdam, lid van het Wetgevend Lichaam (1808-1809) en vanaf 1811 lid van de raad van het arrondissement Amsterdam, lid (1811) en vanaf 1813 rechter van de Rechtbank van Eersten Aanleg te Amsterdam. Hij was in 1814 lid van de Grote Vergadering van Notabelen en vanaf 1814 lid van het Syndicaat van Holland, het Syndicaat der Nederlanden en het Amortisatiesyndicaat.
In 1816 werd hij met zijn wettige afstammelingen in mannelijke lijn verheven in de Nederlandse adel met het predicaat van jonkheer en jonkvrouw; als zodanig was hij lid van de Ridderschap van Holland 1818-1837 (overlijden). Van Iddekinge was Ridder in de Orde van de Unie en Ridder in de Orde van de Reünie.

### Gezin
Van Iddekinge trouwde te Amsterdam op 18 april 1780 met Hendrina (Heijntje) van Drogenhorst (1754-1795), dochter van Johannes van Drogenhorst en Margaretha Hendrina van Tarelink. Uit dit huwelijk 3 dochters, een levenloos geboren kind en 2 zonen. Zijn tak van de familie Van Iddekinge stierf met zijn kleindochter uit in 1895.